# Ibrahima Aya
Ibrahima Aya, né le 10 octobre 1967 à Goundam (Mali), est un écrivain malien.

## Biographie
Né en 1967 à Goundam au Mali, il entreprend des études d’agronomie en Moldavie. Il devient agronome, notamment du projet de développement intégré en zone lacustre et consultant de l’organisation non gouvernementale Aide et Développement au Mali. Depuis 2001, il est consultant indépendant.
Parallèlement à son activité professionnelle, Ibrahima Aya se consacre à l’écriture. En 2001, il publie Le Vieux Pagne puis en 2002 Riche ou pauvre pour un mois.
Depuis juillet 2002, il publie chaque mois une nouvelle dans le quotidien malien L’Essor. Ces nouvelles décrivent un monde imaginaire construit à partir de faits divers ou d’événements du quotidien d’une ville ou d’un village au Mali. Ces nouvelles ont été publiées dans un recueil  Les Larmes de Djoliba.
Ibrahima Aya est président de l’association La Jeune Société du Savoir.
En 2011, il crée à Tombouctou, la Bibliothèque des dédicaces afin de rassembler des livres offerts par des auteurs avec comme objectif la lutte contre l’intolérance par le savoir et le livre.
Cofondateur des éditions Tombouctou, il publie en 2012, alors que le nord du Mali est occupé par des organisations djihadistes, un recueil de poèmes Voix hautes pour Tombouctou.

## Œuvres
- Le Vieux Pagne, Jamana, 2001.
- Riche ou pauvre pour un mois, Jamana, 2002
- Les Larmes de Djoliba, Cercle/Amap, 2003
- Rires et pleurs des orphelins, Éditions L’Harmattan, 2011